# 량샹다쉐청베이역
량샹다쉐청베이역(중국어: 良乡大学城北站)은 중화인민공화국 베이징시 팡산구 궁첸 가도 창위 대가·량샹 동로 교차로에 위치한 베이징 지하철 팡산선의 지하철역으로, 2010년 12월 30일에 팡산선 개통과 함께 개장하였다.

## 위치
이 역은 베이징시 팡산구 량샹 동로(동서 방향)와 창위 대가(남북 방향) 교차점 남쪽에 위치하며 남북으로 배열되어 있다.

## 역 구조

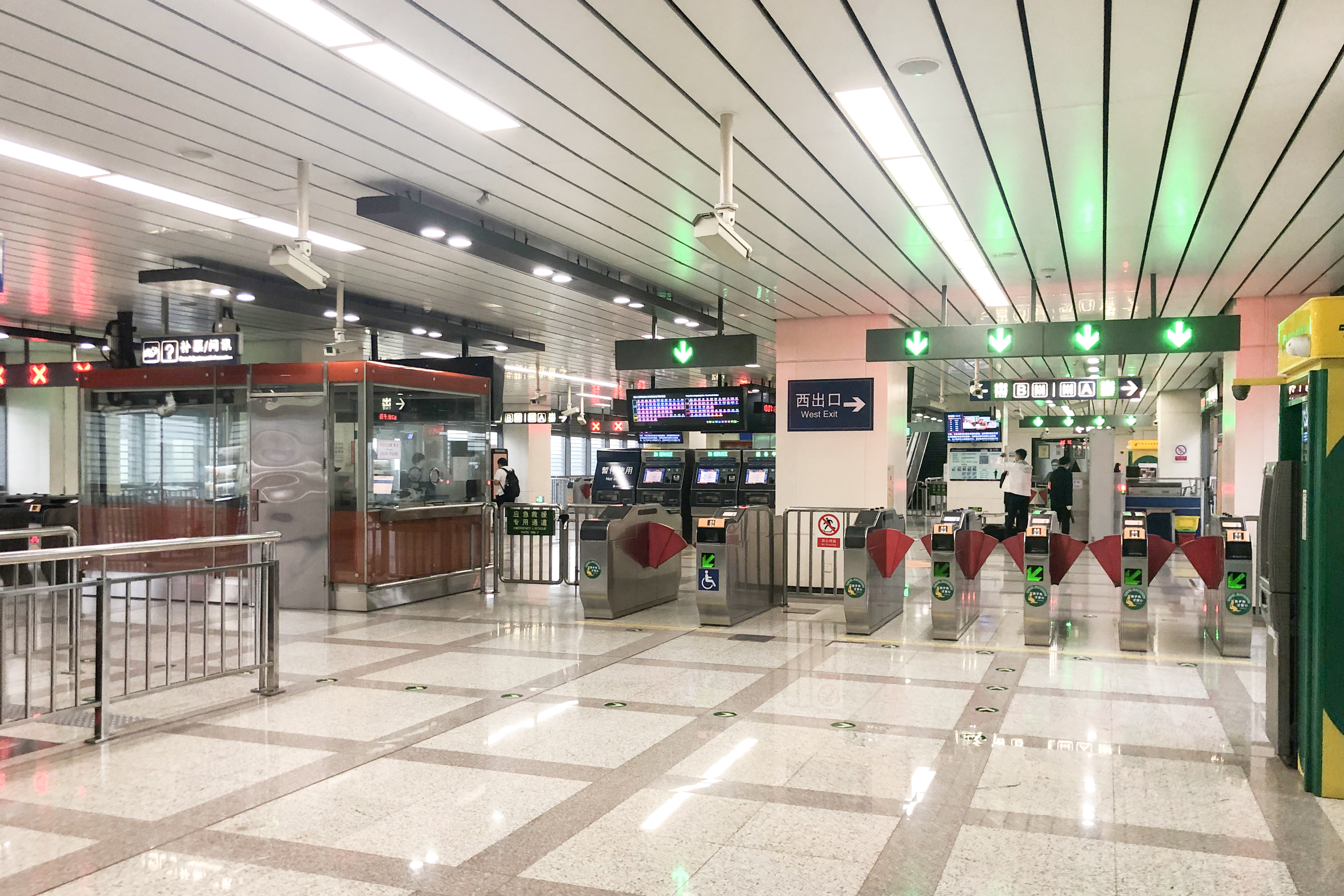
대합실

이 역은 섬식 승강장 설계를 갖춘 고가역이다.

### 층별 구조
| 3층 승강장    | ←                                 | ■ 팡산선 일반 구간 열차 둥관터우난 방면 / 직통 열차 국가도서관 방면 (■ 9호선) (광양청) |
| 3층 승강장    | 섬식 승강장, 오른쪽 출입문이 열림 |                                                                                        |
| 3층 승강장    | →                                 | ■ 팡산선 옌춘 동 방면 (량샹다쉐청)                                                     |
| 2층 대합실 층 | 대합실                            | 고객 서비스 센터, 자동 발매기, 출입 게이트, 룽후 팡산시위에톈가 과선교                 |
| 지면층        | 출입구                            | A－B출입구                                                                             |

## 출입구
|                         |                                          | |      |             |
| 출구                    | 지시                                     | 출구 인근                                                                                           | 사진 | 무장애 시설 |
| 出口 · A · 1            | 창위 대가(长于大街), 창훙 동로(长虹东路) | 베이징 공업대학 부속 실험학교(北京理工大学附属实验学校), 원양신사계(远洋新仕界)                     |      |             |
| 出口 · A · 2            | 창위 대가(长于大街), 량샹 동로(良乡东路) | 탁수 북가(卓秀北街), 녹지노아방주(绿地诺亚方舟), 베이징 이공대학 량샹 캠퍼스(北京理工大学 良乡校区) |      | 빈칸        |
| 出口 · B · 1            | 창위 대가(长于大街), 량샹 동로(良乡东路) | 수이니안툰신춘(水碾屯新村), 룽후시위에톈가(龙湖熙悦天街)                                            |      |             |
| 出口 · B · 2            | 창위 대가(长于大街), 창훙 동로(长虹东路) | |      | 빈칸        |
| 出口 · B                | 시위에톈가(熙悦天街)                     | |      | 빈칸        |
| 아이콘 설명: 엘리베이터 |                                          | |      |             |